# ۶۷۶ (پیش از میلاد)
۶۷۶ (پیش از میلاد) ۶۷۶مین سال قبل از تقویم میلادی است.